# Башмакофф, Наталия
Ната́лия Башмако́фф (фин. Natalia Baschmakoff, Ната́лья Влади́мировна Башмако́ва; род. 1942, Хельсинки) — финский литературовед, историк литературы русского происхождения. Специалист по истории русской литературы. Доктор философии, профессор, заведовала кафедрой русского языка и культуры университета Йоэнсуу (сегодня Университет Восточной Финляндии), доцент Университета Тампере. Председатель Общества финских славистов.

## Биография
Наталия Башмакофф, потомок русских эмигрантов в третьем поколении, родилась в Хельсинки. Окончила Хельсинкский университет, в котором некоторое время преподавала. Подолгу жила во Франции и в Польше. Живёт в Хельсинки.
В 1987 году защитила в Хельсинки докторскую диссертацию на тему «Слово и образ. О творческом мышлении Велимира Хлебникова»; оппонентом на защите был Виктор Григорьев.
Владеет финским, русским и шведским языками. Для обучения дочери шведскому языку родители Наталии, как и большинство русских эмигрантов в Финляндии, отдали её в шведскую начальную школу, а летом она жила в деревне в шведской семье. О своём знании языков Наталия Башмакофф в 1999 году писала:
Проблема языков для меня лично горестна, так как эмоционально чувствую лучше русский, но не всегда уверена в употреблении каких-то выражений, шведский сидит во мне глубоко, но, конечно, я сейчас его подзабыла. Эмоционально он мне ближе финского. Это ужасно, но это так. Зато финский я знаю… в совершенстве. Из финского могу делать любую языковую лепнину. Я в финском технарь и акробат. Однако в моём финском нет души. Это горестно, потому что я бы уже давно писала что-нибудь от себя, но эмоциональный языковой барьер даёт себя знать. Я по сей день не решила проблемы своего «родного» языка. Ни в коем случае не трёхъязычная, только русский приближается к знанию финского, шведский на отлёте…
 По свидетельству русских корреспондентов Наталии Башмакофф, она владеет русским языком на уровне носителя, и её собственная заниженная оценка своего русского языка объясняется психологическими причинами.

## Происхождение и семья
Со стороны матери Наталия Башмакофф имеет новгородские корни. Прапрадед торговал в Хельсинки сельскохозяйственной продукцией, оставил на некоторое время в Финляндии помогавшую ему в торговле тринадцатилетнюю дочь, и та прижилась в Финляндии. Её дочь Вера Ивановна, мать Наталии Башмакофф, родилась в Гельсингфорсе в 1908 году, рано осталась сиротой, свободно владела тремя языками (русским, финским и шведским) и умерла в Хельсинки в 1997 году.
Отец Наталии Башмакофф — Владимир Яковлевич Башмаков (1903, Куоккала — 1979, Хельсинки). После Октябрьского переворота семья Башмаковых перебралась из Петрограда в Финляндию.
У Наталии Башмакофф двое детей, владеющих несколькими языками и общающихся с матерью по-русски.

## Научная деятельность
Основные научные интересы находятся в области русского литературного авангарда (Велимир Хлебников, Елена Гуро).

## Награды и премии
- Международная отметина имени отца русского футуризма Давида Бурлюка[3]